# Neoplan Spaceliner
Neoplan N117 Spaceliner SHD — 12-метровий двоповерховий туристичний коуч, що серійно виробляється з 1979 року компанією Neoplan. За час виробництва Spaceliner тричі вдосконалювався до теперішнього вигляду. Вироблявся у 2 модифікаціях: N117 i N117/3.

## Загальний опис моделі

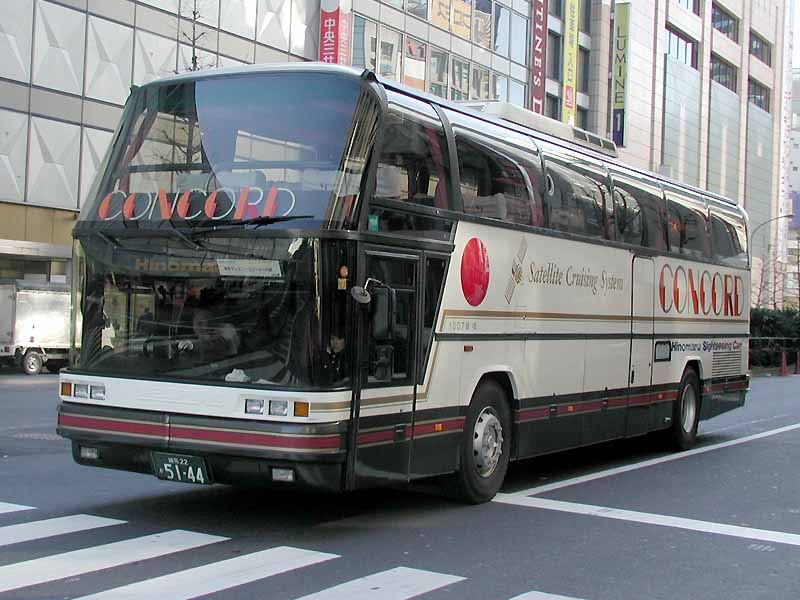
Neoplan Spaceliner (1988–1993)

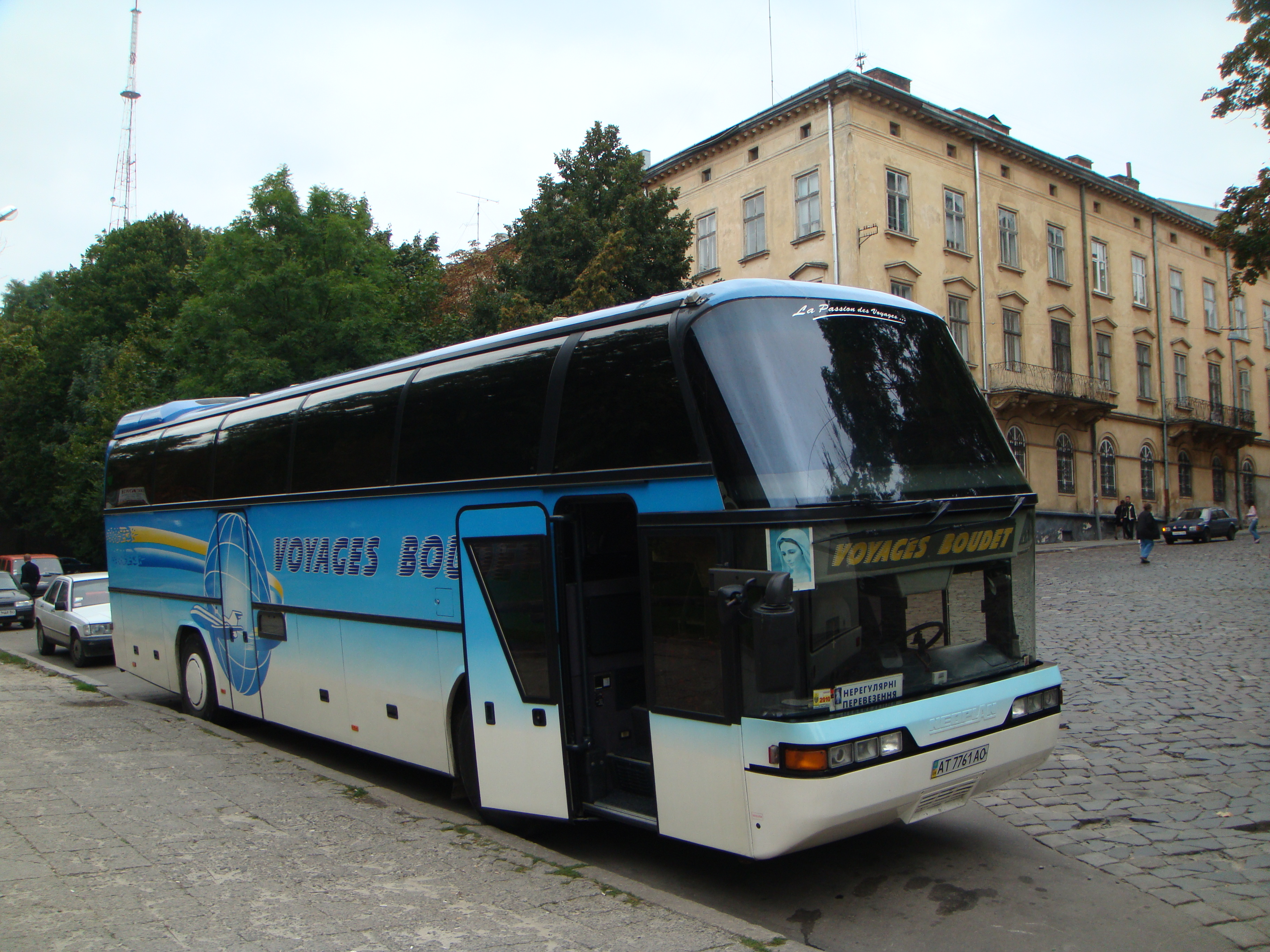
Neoplan Spaceliner (1993–2001)

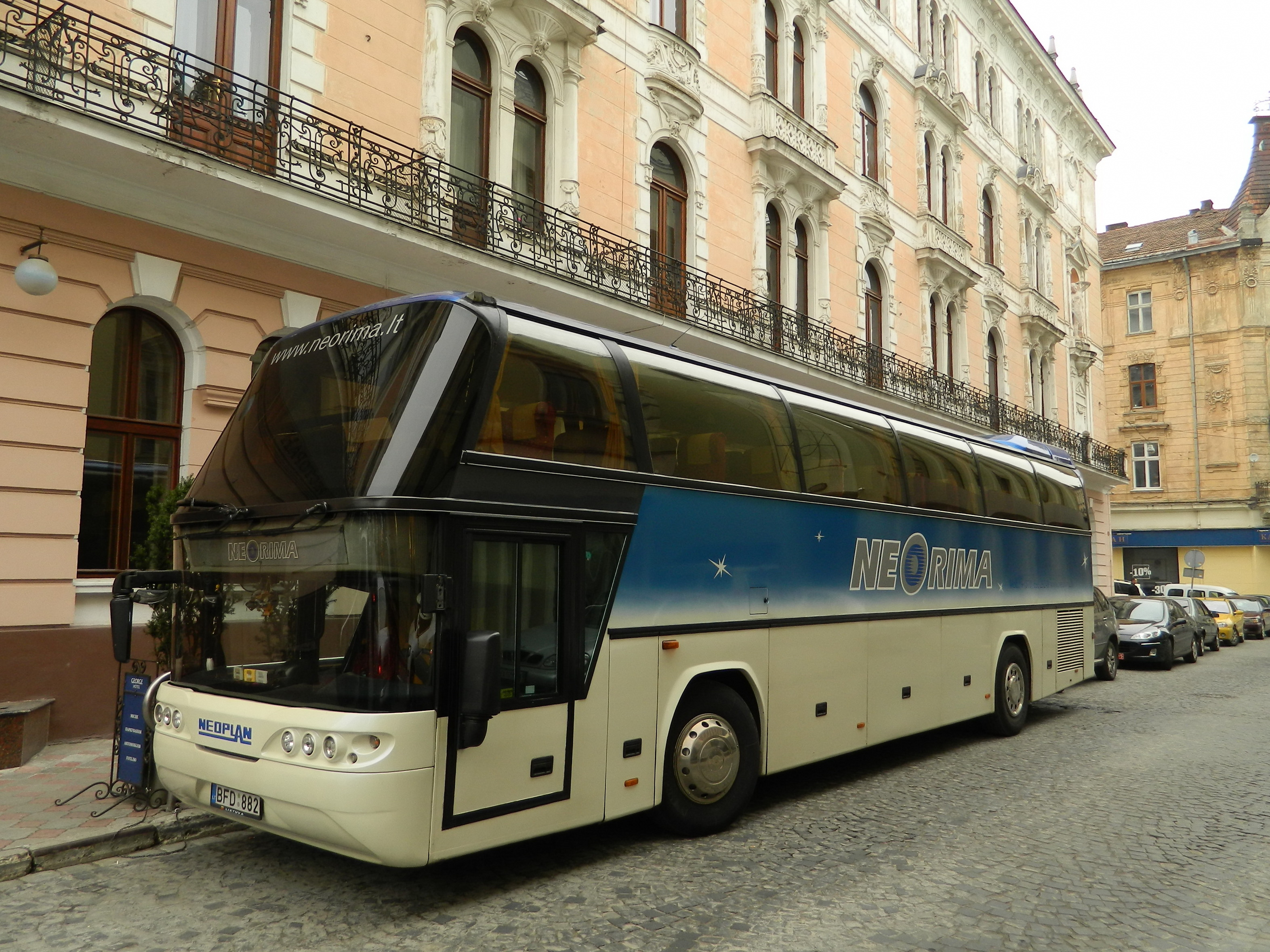
Neoplan Spaceliner (2001–2006)

Автобус Neoplan Spaceliner використовується для інтернаціональних перевезень, і вважається 3-зірковим по класу комфорту а також двоповерховим, хоча має лише один поверх з сидіннями. У довжину автобус має рівно 12 метрів, у висоту 3,6—4,0 метра і у ширину 2,5 метра. Дизайн передка автобуса міняється з оновленням конструкції — у найперших машин 1990-х років автобус мав невеликий бампер та одинарні фари, у випуску оновлення 2005 року Spaceliner виглядає більш сучасним та уніфікованим дизайном з туристичними автобусами Neoplan. Передок розділено на три частини: верхня вигнута та може ховати склоочисники, якщо їх туди перемістити зверху, на середній розміщуються по 5 фар з кожного боку (три великі, одні маленькі і одні протитуманні). Фари оброблені лінзами та захищені склопластиковою панеллю, що дає подвійний захист при ударі і кращу оглядовість та продуктивністю світлотехніки. Найнижча ж частина передка — зварний бампер, що модифікувався у розробці, у найновіших випусків він великого розміру та містить номер та протитуманні фари. Загалом передок вигнутий дугою, бампер відходить униз. Цікава деталь — «логотип» Neoplan розміщено посередині передка через відсутність місця на тому розміщенні, де емблема прикручується до більшості автобусів цієї марки — зліва. «Брови» автобуса, тобто перегородка між лобовими вікнами двоповерхового автобуса розміщені достатньо низько, склоочисники розміщені як автомобільні, проте зверху лобового скла, що надає автобусу більш сучасний вигляд. Верхнє лобове скло вигнуте і тоноване, його очищує один склоочисник великого розміру, його встановлено для пасажирів. По боках автобуса розміщено відсіки для багажу, боковини самі оббиті сталлю і склопластиком, а ресурс кузова не менше ніж 30—40 років роботи без ремонту. На автобусі розміщено габаритні вогні високої потужності жовтого або оранжевого кольору. На задку автобуса розміщено великий бампер (як і на передку), усередині розташовано двигун. Також на задку містяться габаритні вогні на бампері, заднє скло може бути закрите чи відкрите або узагалі заліплене металом. Автобус має три вихлопні труби (хоча такі коучі мають 1—2). Також цей автобус може розмальовуватися у рекламу чи у прості кольори залежно від замовлення. Автобус може мати дві або три осі (три осі має модифікація N 117/3), шини дискові, формула коліс 4×2 або 6×2. Охолоджувач двигуна розміщений на даху на задній частині автобуса. Попри те, що автобус містить лише один «поверх» з місцями, він є двоповерховим, а саме тому, що нижній поверх використовується як «коридор» для проходу на другий. Двері до салону однопілкові, відкриваються пневмоприводом дистанційно з панелі керування, відкриваються паралельно до боковин автобуса. До місць ведуть гвинтові механічні сходи. Місця у автобусі зроблені з підвищеним комфортом та роздільністю. Сидіння ортопедичні з можливістю посування, розкладаються до кута ~140°, роздільного типу. Для кожного крісла є підлокітник з регулюванням, що може опускатися. На спинках крісел розташовуються міністолики типу vógel-sitze з діркою для пляшки а також попільничка і невелика скринька для тримання невеликих речей. Іноді до підлокітника кріпляться пакети для сміття. Підлога автобуса килимового типу, ворсова і м'яка. Вгорі розташовуються індивідуальні кондиціонери для кожного пасажира, що діють як примусовий обдув під час руху автобуса. У салоні є два LCD телевізори типу VCD — здатні відтворювати відеозапис, вони типу Noge, що часто використовуються на автобусах Iveco. Місце водія розташовується на першому поверсі, крісло водія комфортабельне і зручне, зсувається у висоту та глибину. Приладова панель майже не відрізняється від моделей туристичних Neoplan, стрілкові прибори мають додаткові підсвітки, також може встановлюватися GPS. У автобусі також є кавоварка, холодильник, туалет і автобус загалом може бути обладнаний іншим устаткуванням.
Переваги і можливості моделі Neoplan Spaceliner
- антибуксувальна система ASR
- антиблокувальна система ABS
- пристрій обмеження швидкості ECAS
- GPRS для віднаходження шляху
- система контролю автобуса
- додаткове обладнання, як холодильник, туалет, кухонний комбайн, чайник
- можливість змінити внутрішній дизайн, поміняти крісла, місце водія або їх дизайн
- покращена оглядовість завдяки лінзовим фарам
- покращена оглядовість для пасажирів, оскільки місця встановлено на висоті 1,4 метра над землею
- підвищений комфорт перевезення, зручні крісла пасажирів та водіїв та обладнання, затоновані вікна
- автобус може бути обладнаний додатковим устаткуванням по бажанню замовника
- непримхливість моделі, довгий строк служби без ремонту, довговічність у термін не менше ніж 30—40 років роботи, проте з належним проходом техогляду.

## Технічні характеристики

### Neoplan Spaceliner N117
| Модифікація                          | Neoplan N117 SHD                                                     |
| Довжина, мм                          | 12000                                                                |
| Ширина, мм                           | 2500                                                                 |
| Висота, мм                           | 3600                                                                 |
| Колісна база, мм                     | 5800…5950                                                            |
| Передній звис, мм                    | 2870                                                                 |
| Задній звис, мм                      | 3180…3330                                                            |
| Дорожній просвіт, мм                 | 350                                                                  |
| Висота поверхів у салоні, см         | 198                                                                  |
| Висота підлоги салону над землею, см | 140                                                                  |
| Об'єм багажу, м³                     | 13                                                                   |
| Споряджена маса, кг                  | 15600                                                                |
| Повна маса, кг                       | 18000                                                                |
| Діаметр повороту, мм                 | 21450                                                                |
| Пасажиромісткість, чол               | 42                                                                   |
| Гальмівна система                    | пневматична, оснащена антиблокувальною та антибуксувальною системами |
| Шини                                 | 315/80 R22,5 безкамерні                                              |
| Навантаження на передню (1) вісь, кг | 7000                                                                 |
| Навантаження на задню (2) вісь, кг   | 11500                                                                |
| Двигун                               | MAN D2066 LUH                                                        |
| Місткість паливного бака, літри      | 600                                                                  |
| Охолоджувальна рідина                | вода                                                                 |
| Максимальна швидкість руху, км/год   | 120                                                                  |

### Neoplan Spaceliner N117/3
| Модифікація                          | Neoplan N117 SHD                                                     |
| Довжина, мм                          | 12000                                                                |
| Ширина, мм                           | 2500                                                                 |
| Висота, мм                           | 4000                                                                 |
| Колісна база, мм                     | 5400+1300                                                            |
| Передній звис, мм                    | 2870                                                                 |
| Задній звис, мм                      | 2600                                                                 |
| Дорожній просвіт, мм                 | 350                                                                  |
| Висота поверхів у салоні, см         | 204                                                                  |
| Висота підлоги салону над землею, см | 140                                                                  |
| Об'єм багажу, м³                     | 14                                                                   |
| Споряджена маса, кг                  | 17600                                                                |
| Повна маса, кг                       | 25500                                                                |
| Діаметр повороту, мм                 | 21450                                                                |
| Пасажиромісткість, чол               | 54                                                                   |
| Гальмівна система                    | пневматична, оснащена антиблокувальною та антибуксувальною системами |
| Шини                                 | 315/80 R22,5 безкамерні                                              |
| Навантаження на передню (1) вісь, кг | 7000                                                                 |
| Навантаження на середню (2) вісь, кг | 11500                                                                |
| Навантаження на задню (3) вісь, кг   | 6500                                                                 |
| Двигун                               | MAN D2066 LUH                                                        |
| Місткість паливного бака, літри      | 600                                                                  |
| Охолоджувальна рідина                | вода                                                                 |
| Максимальна швидкість руху, км/год   | 120                                                                  |